# Reading between the lines

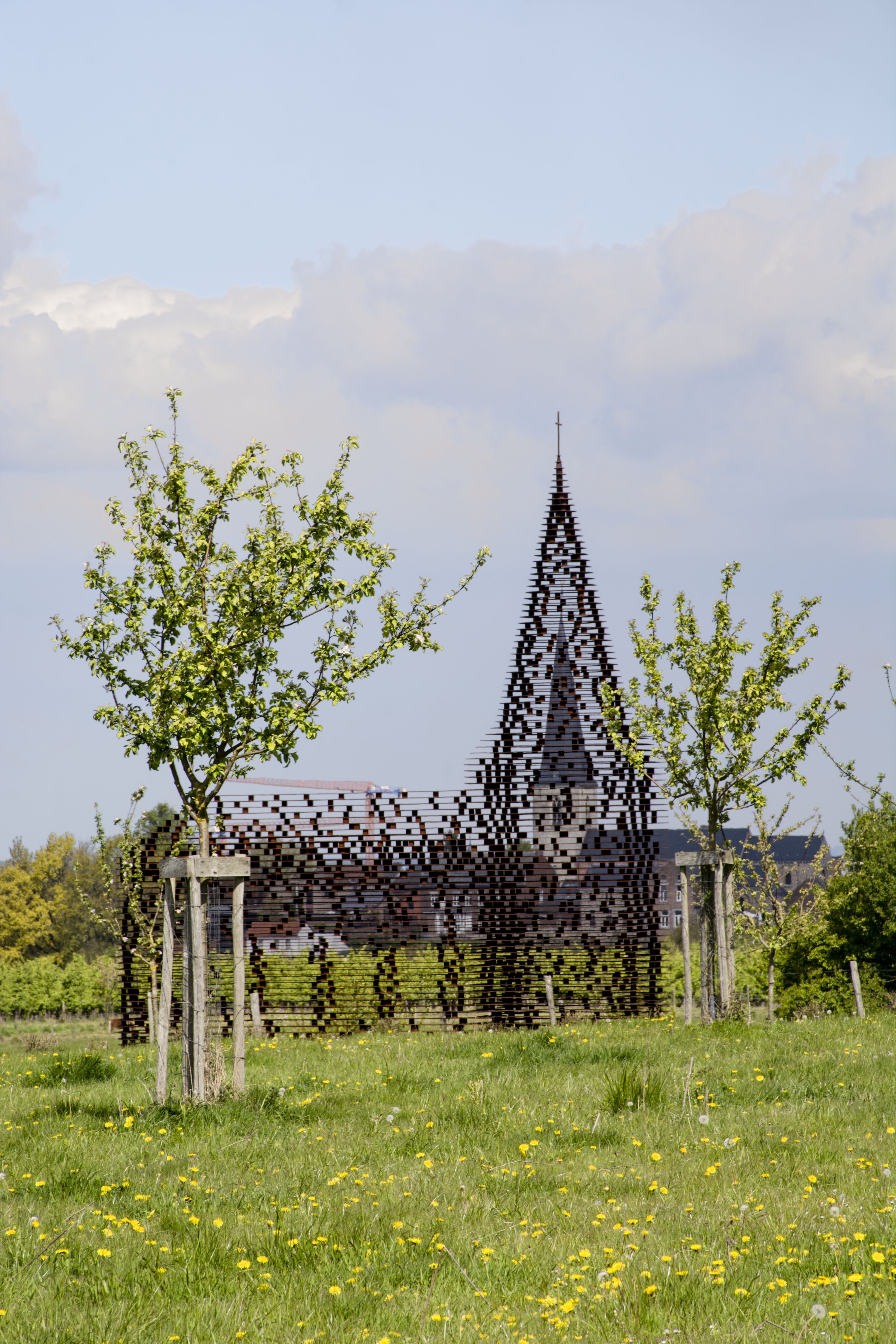

Reading between the Lines, ook genoemd de doorkijkkerk, is een installatie van 2011 naar een ontwerp van het architectenduo Gijs Van Vaerenbergh.

## Toelichting
De doorkijkkerk bevindt zich in het Haspengouwse heuvelland ten zuiden van Borgloon, tussen het stadje en de Romeinse Kassei, en kan beschouwd worden als landschapskunst. Het geheel is opgebouwd uit horizontale cortenstaalplaten, verbonden door gelaste vierkantige plaatjes. Het geheel is op een betonnen fundering ingeschoven in het glooiend Loonse landschap. De vorm verwijst naar het archetype van de West-Europese kerk.
Dit aan een wandelpad gelegen 'kerkje' komt bevreemdend over. Naarmate men dichterbij komt, blijkt geleidelijk dat het geen kerkje is. Het gebouwtje is, door het gebruik van horizontaal geplaatste staalplaten, min of meer transparant, vandaar de naam van het kunstwerk. Deze transparantie blijkt temeer als men het 'kerkje' betreedt.
Medio juni 2016 fungeerde de doorkijkkerk als decor voor een muzikaal evenement Listening between the Sounds door het vocaal ensemble Florilegium. Men bracht er in de vroege ochtend de eerste cellosuite van J.S. Bach (BWV 1007) ten gehore, daarna Gregoriaanse muziek, de Vlaamse polyfonie met Pierre de la Rue, Arvo Pärt en de 4'33" stilte van John Cage waarbij de dirigent, de armen geheven, stopte met dirigeren.

## Wetenswaardig
De doorkijkkerk en de installatie Memento van Wesley Meuris vormen het decor van een videoclip Rise Like Lions van Diablo Boulevard. De doorkijkkerk is ook te zien in Come Home van zangeres Axeela.

## Galerij

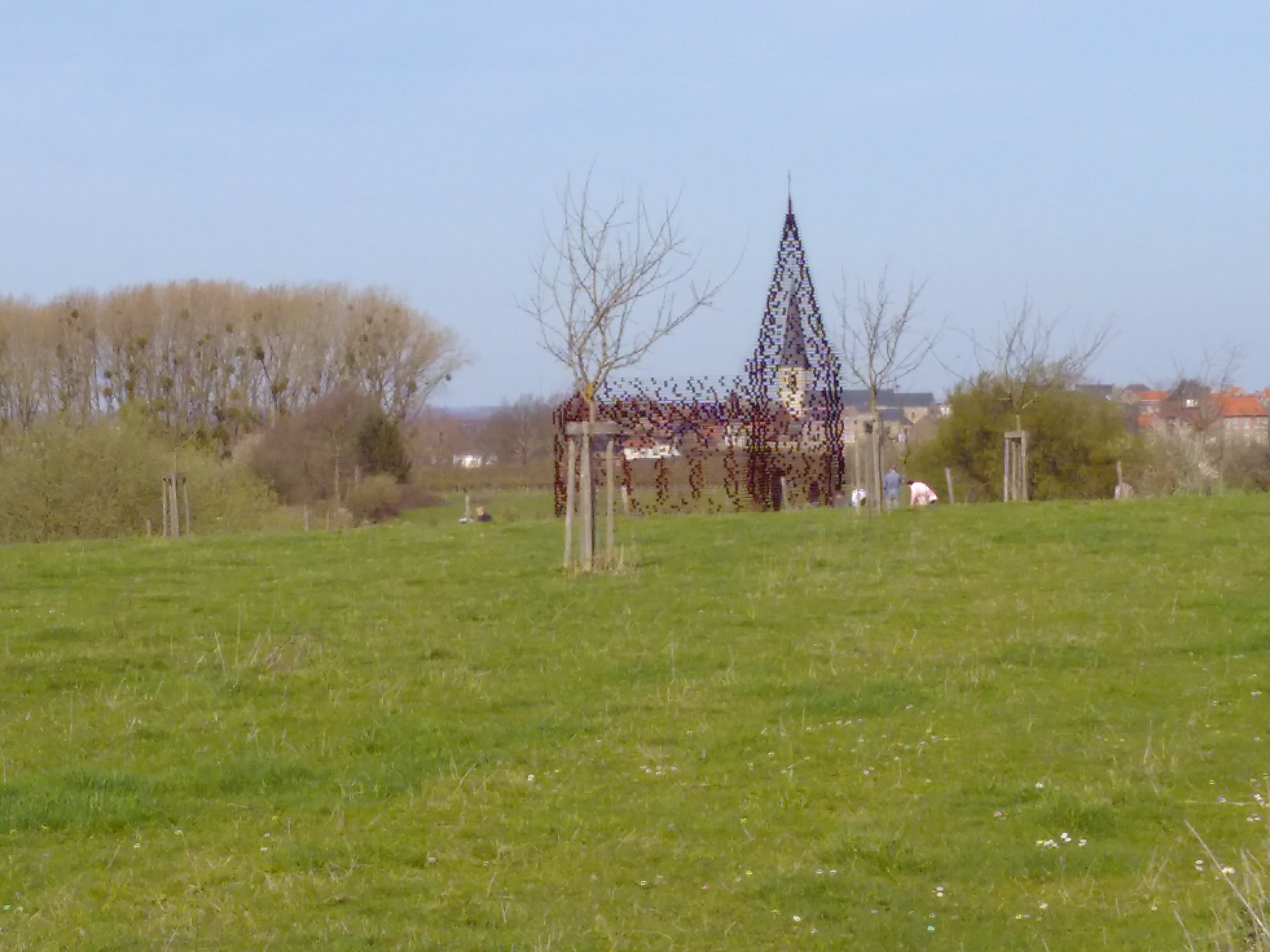
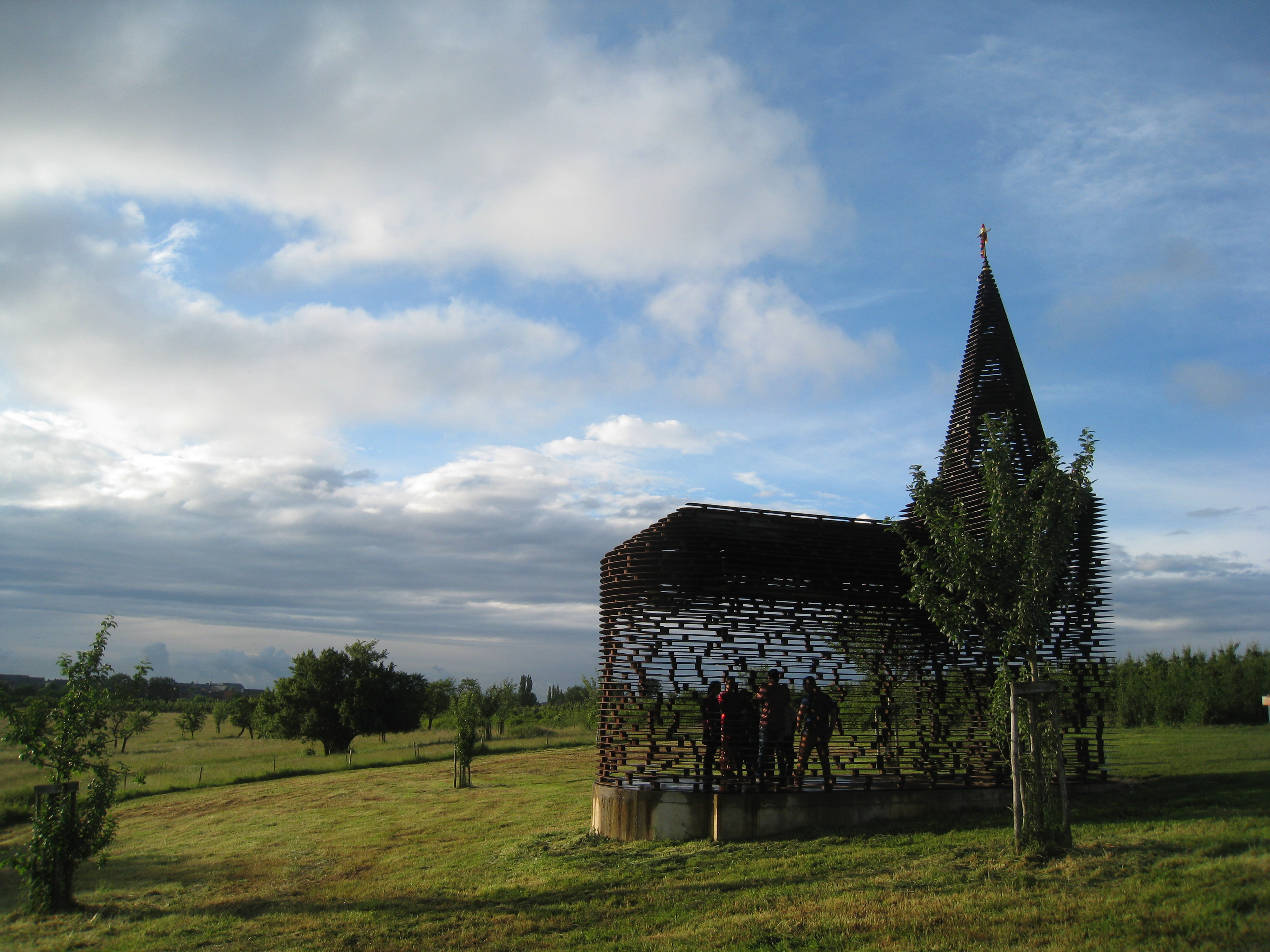
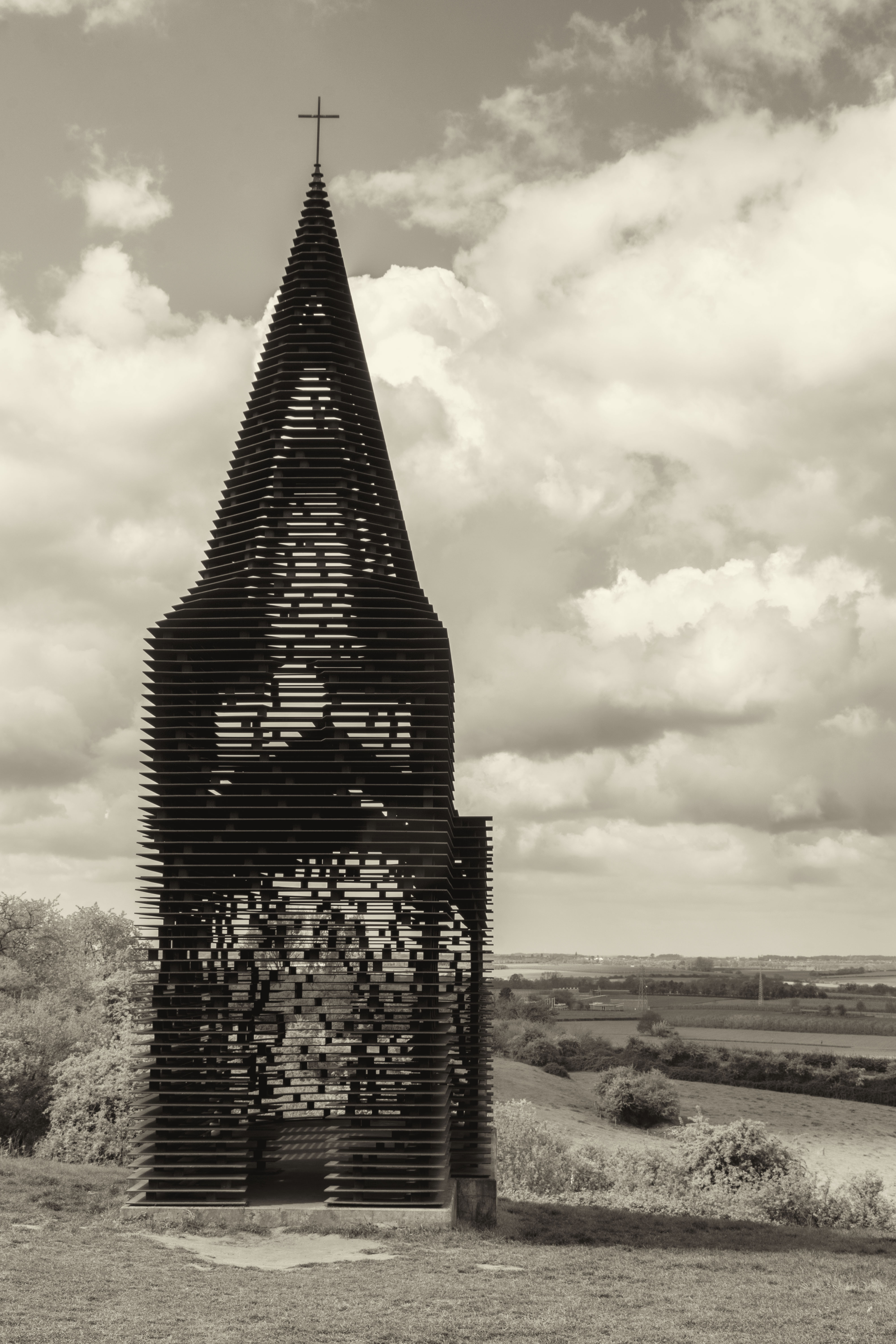
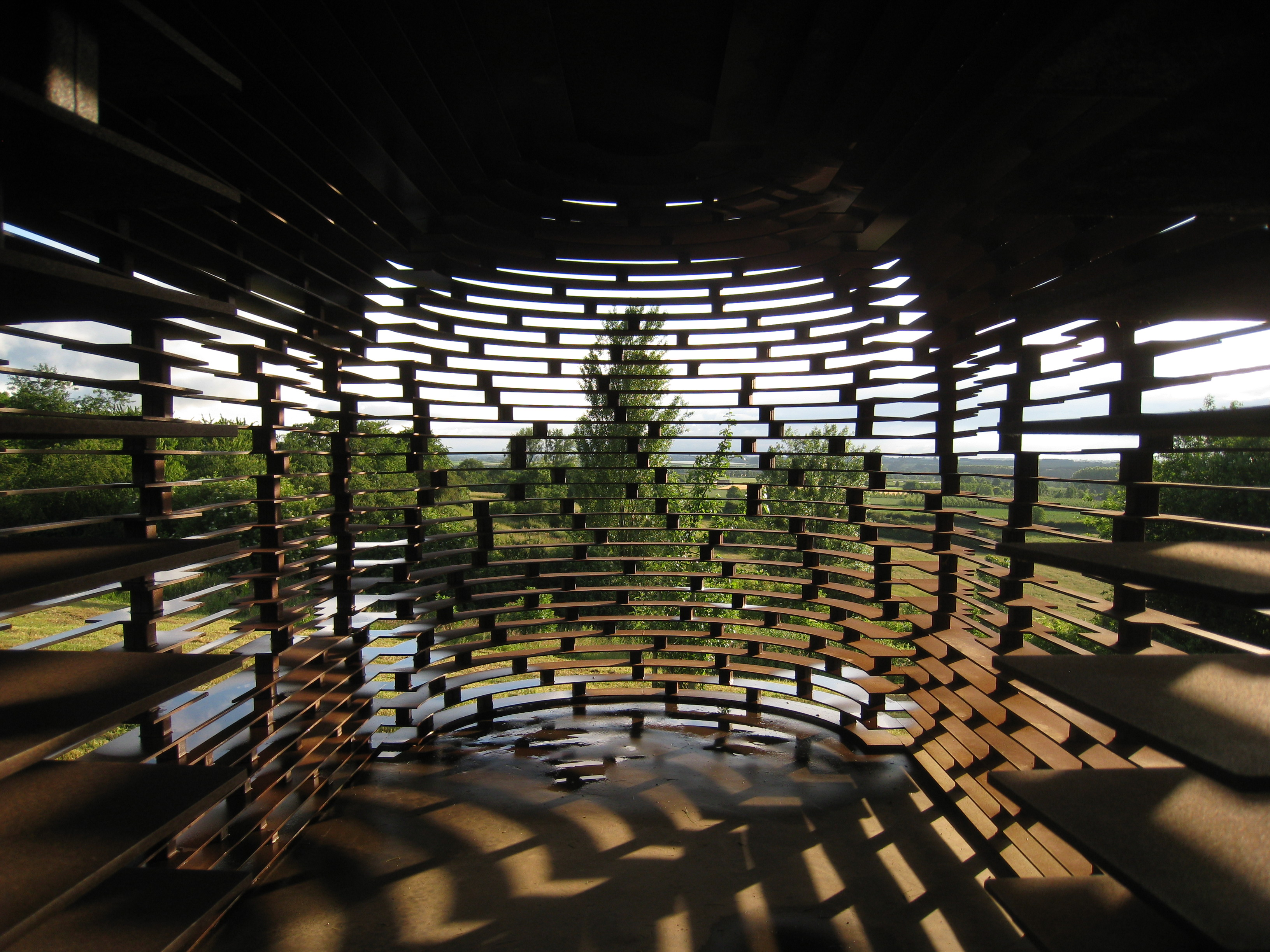
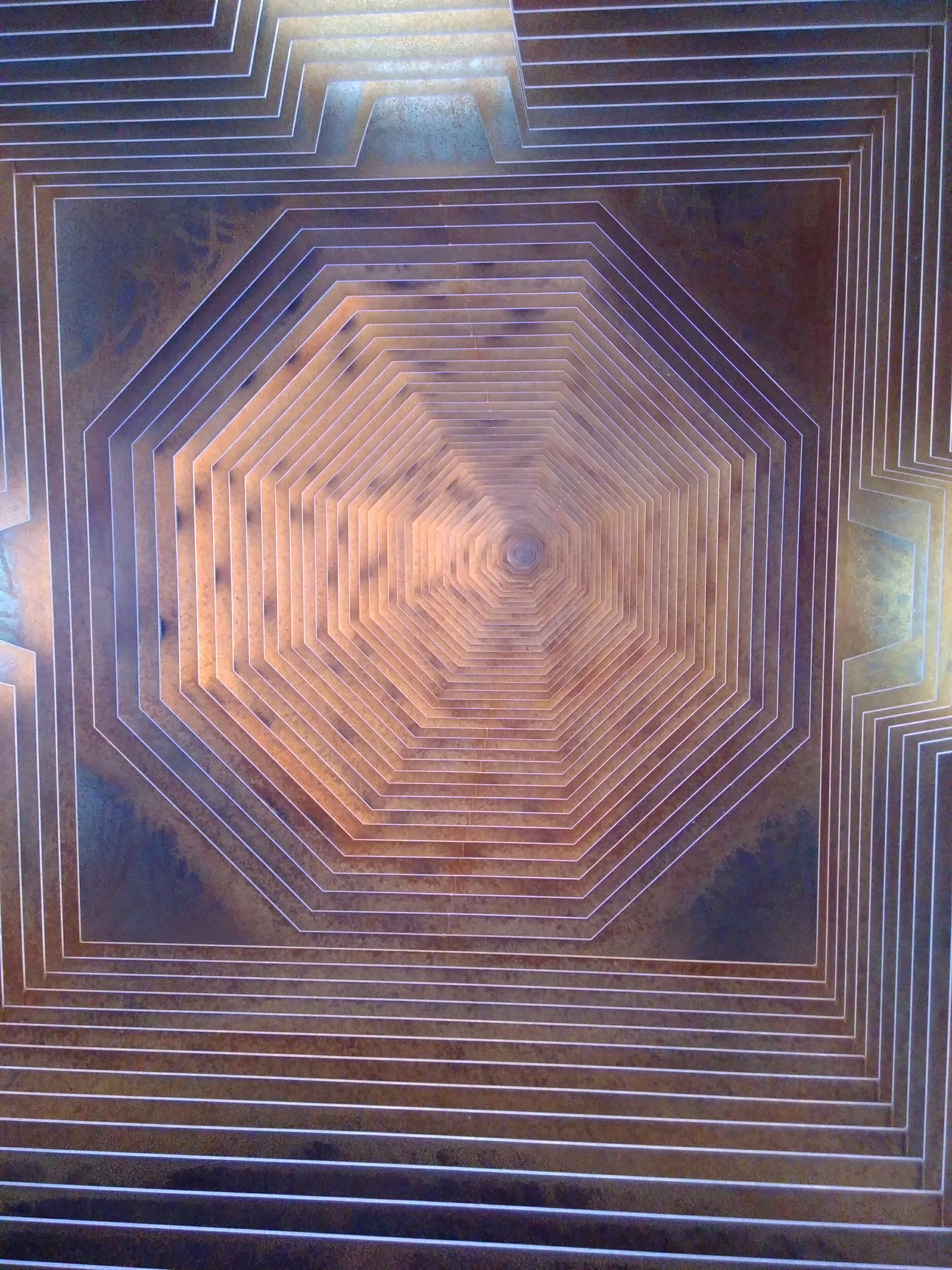